# Ficus bubu
Ficus bubu là một loài thực vật có hoa trong họ Moraceae. Loài này được Warb. mô tả khoa học đầu tiên năm 1904.